# Moon Express
Moon Express — американська приватна компанія, початково сформована групою підприємців із Кремнієвої долини. Її мета — розробка дефіцитних корисних копалин, таких як ніобій, ітрій, диспрозій на Місяці. Запуск їхнього першого космічного апарата до супутника Землі ракетою Electron заплановано на 2019 рік.

## Історія
Із 2010 року MoonEx брала участь у конкурсі Google Lunar X Prize. Він хоча і закінчився без визначення остаточного переможця, але компанія виграла там €1,25 млн. у номінаціях «Система посадки» (необхідно було продемонструвати технічне обладнання та програмне забезпечення для м'якої посадки) та «Візуалізація» (можливість створення високоякісних фото та відео та надсилання їх на Землю).
У жовтні 2010 року підписано контакт із НАСА, який, за деякими даними, може вартувати $10 млн. У 2012 році почали працювати над проектом відправки до Місяця телескопа International Lunar Observatory, що має розміри 7х18 см2.
30 червня 2011 року здійснено перший успішний тестовий політ протитипа місячного лендера, що розробляється спільно із НАСА. А вже у грудні 2013 року компанія оприлюднила його під назвою «MX-1».
У 2016 році Федеральне управління цивільної авіації США схвалило плани щодо доставки на Місяць комерційних вантажів, роблячи MoonEx першою приватною компанією, що отримала урядовий дозвіл на місії поза традиційними навколоземними орбітами.
У жовтні 2018 року компанія підписала кілька угод із Канадським аерокосмічним агентством та деякими канадськими компаніями. У листопаді 2018 року було виграно контакт із НАСА по Commercial Lunar Payload Services щодо доставки на Місяць наукових та технологічних вантажів.

## Місії
Для здійснення запланованих місій MoonEx розробляє необхідні космічні апарати (місячні лендери та орбітери). Їх об'єднує використання низькотоксичного палива: гасу RP-1 та гідроген пероксиду.
- MX-1 та МХ-2 — мають по одному та два двигуни відповідно. Здатні переносити 30 кг вантажу.
- МХ-5 — буде комбінацією перших двох. Матиме 5 двигунів і несучу здатність у 500 кг.
- МХ-9 — 9-ти двигунна платформа спроможна доставити на Місяць 900 кг, із можливістю повернення на Землю зібраних там зразків.

У 2015 році було підписано контакт із Rocket Lab на два запуски у 2019 році та один у 2020. Пізніше повідомили, що перший запуск перенесено на 2020 рік.
- Перша місія Lunar Scout (МХ-1) міститиме три вантажі: маленький оптичний телескоп, що здійснить посадку на південному полюсі Місяця, лазерний катафот для дослідження гравітації і загальної теорії відносності та контейнер із людськими останками для так званого поховання у космосі.
- Друга місія Lunar Outpost (MX-3) — спускна капсула сяде на південному полюсі та шукатиме воду і корисні мінерали.
- Harvest Moon — заплановане повернення зібраних зразків.